# Schizobasis
Schizobasis ist eine Pflanzengattung aus der Familie der Spargelgewächse (Asparagaceae). Der botanische Name der Gattung leitet sich von den griechischen Worten schizein für ‚spalten‘ sowie basis für ‚Basis‘ ab und verweist auf die Kapselfrüchte.

## Beschreibung und Ökologie

### Vegetative Merkmale
Die Arten der Gattung Schizobasis sind ausdauernde krautige Pflanzen. Diese ober- oder unterirdischen Geophyten bilden als Überdauerungsorgane birnenförmige bis kugelförmigen Zwiebeln, welche häufig lose ziegelförmig angeordnete, fleischige Zwiebelschuppen besitzen. Die einzelnen jungen Laubblätter sind linealisch. Bei ausgewachsenen Pflanzen fehlen die Laubblätter.

### Generative Merkmale
Die Blütezeit ist der Sommer. Je Pflanze werden ein bis drei aufrechte, dünne sehnig-drahtige Blütenstände ausgebildet. Die grünen, reich verzweigten Blütenstände bilden eine rundliche Rispe.
Die einzelnen, relativ kleinen Blüten öffnen sich in der Nacht. Die zwittrigen Blüten sind radiärsymmetrisch und dreizählig. Ihre Blütenhülle ist weiß. Sie verbleibt über die Blütezeit hinaus am Blütenstand. Die sechs Perigonblätter sind bandförmig. Die sechs Staubblätter sind etwas kürzer als die Perigonblätter und mit deren Basis verwachsen. Die dorsifixen Staubbeutel sind kürzer als 1 Millimeter. Der sitzende, bei einer Länge von bis zu 1,5 Millimetern eiförmige Fruchtknoten ist oberständig und dreifächrig. Der bis zu 1,5 Millimeter langen stielrunde Griffel endet in einer dreizipfligen Narbe.
Die ellipsoiden bis kugelförmigen Kapselfrüchte enthalten kantige, schwarze Samen.

## Systematik und Verbreitung
Die Gattung Schizobasis ist in Äthiopien, in Tansania und im südlichen Afrika mit Namibia und Südafrika verbreitet. Die Schizobasis-Arten gedeihen am besten auf durchlässigen Böden in trockenen bis halbtrockenen Gebieten und in Felsritzen.
Die Gattung Schizobasis wurde 1873 durch John Gilbert Baker aufgestellt.
Ein Synonym für Schizobasis Baker ist Adenotheca Welw. ex Baker. Einige Autoren stellen die Schizobasis-Arten in die Gattung Drima Jacq. ex Willd.
- Schizobasis angolensis Baker: Sie kommt in Äthiopien und von Tansania bis ins südliche Afrika vor.[3]
- Schizobasis cuscutoides (Burch. ex Baker) Benth. & Hook. f.: Sie kommt im südlichen Afrika vor.[3]
- Schizobasis gracilis R.E.Fr.: Sie kommt in Äthiopien und von Tansania bis ins südliche Afrika vor.[3]
- Schizobasis intricata (Baker) Baker: Sie kommt in Äthiopien und von Tansania bis ins südliche Afrika vor.[3]

## Nachweise